# Râul Chiroaiu
Râul Chiroaiu este un curs de apă, afluent al râului Cuejdiu. 